# Henriette Méric-Lalande
Henriette Méric-Lalande (Dunkerque, 1798 – Chantilly, 7 de setembre de 1867) fou una soprano francesa. Als setze anys es presentà per primera vegada al públic, a Nantes, i després va recórrer els principals teatres de províncies, fent-se aplaudir amb entusiasme, fins que el 1823 passà a París, on també fou acollida favorablement. Comprenent que encara podia aprofitar més la seva veu, va rebre lliçons del mestres Manuel García, i de Banderali, i el 1824 cantà Il crociato in Egitto de Meyerbeer, a Venècia, aconseguint un clamorós èxit. A partir de llavors treballà a Alemanya, Itàlia, Anglaterra i Espanya despertant sempre molt gran entusiasme.